# نهر كوبينام

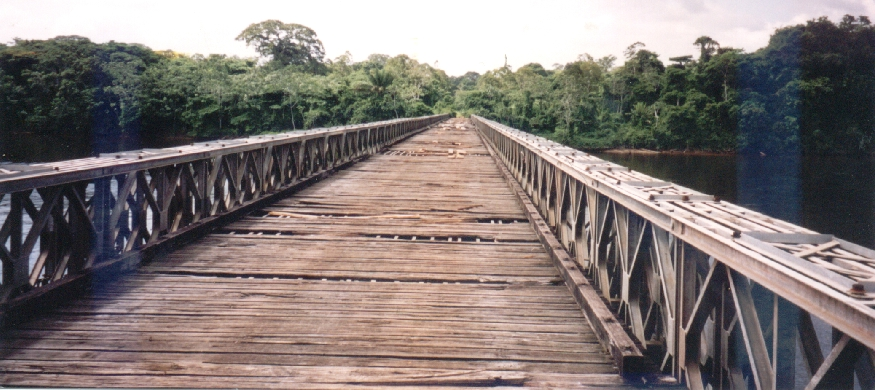
جسر بايلي فوق نهر كوبينام في بيتاغرون

نهر كوبينام أحد أنهار سورينام ( أمريكا الجنوبية) في مقاطعة سيباليويني، و الذي يشكل جزء من الحدود بين مقاطعة كوروني و مقاطعة ساراماكا.